# Edi Kante
Edi Kante, slovenski vinogradnik, vinar in podjetnik, * 1. maj 1957, Praprot nad Nabrežino.

## Življenje
Edi je rojen 1. maja 1957 v Praprotu na tržaškem Krasu. Oče Bruno, mizar, železničar in honorarni kmet, mati Teodora Gabrovec, kmetica. Osnovno šolo je obiskoval v Šempolaju, srednjo šolo Iga Grudna v Nabrežini ter maturiral leta 1975 na znanstvenem liceju Franceta Prešerna v Trstu. Že od mladih let se je zanimal za vinogradništvo in vinarstvo, prebiral strokovno literaturo in obiskoval najuglednejše okoliške vinogradnike. Nekaj časa je obiskoval tudi predavanja na Agronomski fakulteti Univerze v Padovi. Ima se za učenca Jožka Gravnerja, po njegovem zgledu je začel od 1986 preurejati koncept pridelovanja grozdja, organizacije dela in ureditve kmetije, ki meri štiri ha vinogradniških površin. Da bi odpravil vpliv furlanskega neustreznega vinogradništva, je postopoma (čeprav so bili vinogradi mladi) začel uvajati nekdanjo vzgojno obliko visokega oz. nizkega guyota, to pomeni zgostitev trsov na ha od prvotnih 2.300 na 9.000 trt na ha. V zadnjih letih je posadil nove vinograde in leta 1990 zgradil novo klet, ki je zvesta kraškemu konceptu vinskega hrama. Veliko pozornost posveča še zlasti vitovski grganji in teranu. Zanimal se je tudi za druge avtohtone sorte (glera in lipovsca), ustvaril si je matičnjake predvsem vitovske grganje in terana, ker se je zanimal tudi za trsničarstvo, kar opušča. Od leta 1980 stekleniči vina. Po prehodni fazi iskanja idealne tehnologije z jekleno posodo in sodobno vinarsko opremo se vrača na tradicionalno, manj stehnizirano in vendar vrhunsko vinifikacijo v leseni posodi, da vino ohrani in pridobi oz. izrazi svoje najboljše lastnosti. V strokovni literaturi so o Kantetovih vinih pisali znani strokovnjaki Luigi Veronelli, Luca Maroni, Davide Paolini idr. Kantetova vina imajo v vseh pomembnejših enotekah v Severni Italiji, v Münchnu in v Berlinu. Od 1993 je predsednik Konzorcija za zaščito kontroliranega porekla vin »Kras«.